# Ljambir
Ljambir (russisch Ля́мбирь) ist ein Dorf (selo) in der Republik Mordwinien in Russland mit 8457 Einwohnern (Stand 14. Oktober 2010).

## Geographie
Der Ort liegt etwa 12 km Luftlinie nördlich des Zentrums der Republikhauptstadt Saransk. Durch den Ort fließt der Bach Suchaja Pensjatka („Trockene Pensjatka“), der weiter nordöstlich in die Ljambirka mündet, weiter südlich die Pensjatka; Ljambirka und Pensjatka sind linke Zuflüsse des etwa 10 km östlich fließenden Insar, eines linken Nebenflusses des Alatyr im Flusssystem der Wolga.
Ljambir ist Verwaltungszentrum des Rajons Ljambirski sowie Sitz der Landgemeinde Ljambirskoje selskoje posselenije, zu der außerdem das vier Kilometer südwestlich gelegene Dorf Tscheremischewo gehört. Ort und Rajon sind Siedlungsschwerpunkt der Tataren in Mordwinien.

## Geschichte
Der Ort wurde 1642 von Tataren aus dem Gebiet um Temnikow im Zusammenhang mit dem Bau der Saransker Festung gegründet. In Folge gehörte er zum Ujesd Saransk, ab 1780 als Teil der Statthalterschaft Pensa, nach deren Auflösung 1797 kurzzeitig im Gouvernement Simbirsk und ab Gründung des Gouvernements Pensa 1801 in diesem. Das Dorf entwickelte sich zu einem lokalen Zentrum und wurde Sitz einer Wolost.
Am 20. Juli 1933 wurde Ljambir Verwaltungssitz eines nach ihm benannten Rajons mit zu diesem Zeitpunkt knapp zwei Dritteln tatarischer Bevölkerung. Von 1963 bis 1967 war der Rajon vorübergehend aufgelöst und sein Territorium zwischen den benachbarten Rajons Romodanowski und Staroschaigowski aufgeteilt.

### Bevölkerungsentwicklung
| Jahr | Einwohner |
| ---- | --------- |
| 1897 | 1783      |
| 1939 | 3345      |
| 1959 | 2687      |
| 1970 | 3625      |
| 1979 | 4805      |
| 1989 | 8389      |
| 2002 | 8467      |
| 2010 | 8457      |

Anmerkung: Volkszählungsdaten

## Verkehr
Westlich am Ort vorbei führt die föderale Fernstraße R158 Nischni Nowgorod – Saransk – Pensa – Saratow. Zwischen Ljambir und Saransk verläuft die nördliche Umgehungsstraße um die Großstadt, in westlicher Richtung als Teil der R158, nach Osten als 89K-08 bis zur nordöstlich aus Saransk herausführenden föderalen Fernstraße R178 nach Uljanowsk (und weiter als Regionalstraße nach Samara).
In Saransk befindet sich die nächstgelegene Bahnstation an der Strecke Rusajewka – Romodanowo (Krasny Usel) – Kanasch.
Am östlichen Rand von Ljambir liegt ein früherer Militärflugplatz, der seit den 1990er-Jahren überwiegend dem Luftsport dient. Von den 1940er-Jahren bis zur Eröffnung eines in Saransk gelegenen Flughafens 1955 – seinerseits bereits 1960 abgelöst durch den bis heute existierenden Flughafen Saransk südlich der Stadt – wurde er auch von der zivilen Luftfahrt genutzt.